# Rusagonis-Waasis
Rusagonis-Waasis est un village du comté de Sunbury, au centre de la province canadienne du Nouveau-Brunswick. Le village a le statut de district de service local (DSL). Dans le cadre de la réforme de la gouvernance locale du 1er janvier 2023, le territoire du DSL a été réparti entre la cité de Fredericton, la communauté rurale de Sunbury-York South et le district rural de la Région-de-la-capitale.

## Toponyme
Rusagonis-Waasis est nommé ainsi d'après le ruisseau Rusagonis et le ruisseau Waasis, dont les noms respectivement originaires des mots malécites Tesegwanik, signifiant possiblement conflue avec la branche principale ou branche plate, et Wasis, signifiant bébé. Le ruisseau Waasis est en fait appelé Tesegwaniksis par les Malécites, ce qui signifie petit ruisseau confluant avec la branche principale ou petite branche plate. Rusagonis est communément appelé Gornish.

## Géographie
Rusagonis-Waasis se trouve dans le comté de Sunbury, à 21 kilomètres de route au sud du centre-ville de Fredericton et à 106 km au nord-ouest de Saint-Jean.
Le village est limitrophe de la paroisse de Lincoln au nord, d'Oromocto au nord-est, de la paroisse de Burton à l'est, de la paroisse de Blissville au sud-est, de la paroisse de Gladstone au sud, de la paroisse de New Maryland à l'ouest et finalement de Fredericton au nord-ouest.
Les différents hameaux sont Bunker Hill, Rusagonis, Rusagonis Station, Sunpoke et Waasis.
Le principal cours d'eau est la rivière Oromocto, qui forme la limite est du village. Un autre cours d'eau important est le ruisseau Rusagonis, un affluent de la rivière Oromocto. il y a plusieurs lacs et marais à l'est du village.
Le relief est composé d'une plaine à l'est et de collines à l'ouest, où l'altitude dépasse les 60 mètres.

## Histoire
En 1783, le territoire comprenant la paroisse de Burton, Oromocto, Rusagonis-Waasis et la paroisse de Lincoln compte 42 familles anglaises. Rusagonis est fondé en 1784 par des Loyalistes ; leurs descendants colonisent ensuite les deux bras de la rivière. L'embouchure de la rivière Rusagonis est accordé à des pré-Loyalistes en 1782, est en fait principalement colonisé par des Loyalistes. L'inondation d'octobre 1798 dans le bassin du fleuve Saint-Jean détruit des barrages, tue du bétail et laisse une couche de sédiments dans les champs.

## Démographie
| 2011  | 2016  | - | - |
| ----- | ----- | - | - |
| 3 318 | 4 252 | - | - |

## Économie
Entreprise Central NB, membre du Réseau Entreprise, a la responsabilité du développement économique.

## Administration

### Commission de services régionaux
Rusagonis-Waasis fait partie de la Région 11, une commission de services régionaux (CSR) devant commencer officiellement ses activités le 1er janvier 2013. Contrairement aux municipalités, les DSL sont représentés au conseil par un nombre de représentants proportionnel à leur population et leur assiette fiscale. Ces représentants sont élus par les présidents des DSL mais sont nommés par le gouvernement s'il n'y a pas assez de présidents en fonction. Les services obligatoirement offerts par les CSR sont l'aménagement régional, l'aménagement local dans le cas des DSL, la gestion des déchets solides, la planification des mesures d'urgence ainsi que la collaboration en matière de services de police, la planification et le partage des coûts des infrastructures régionales de sport, de loisirs et de culture; d'autres services pourraient s'ajouter à cette liste.

### Représentation et tendances politiques
Nouveau-Brunswick: Rusagonis-Waasis fait partie de la circonscription provinciale de New Maryland–Sunbury-Ouest, qui est représentée à l'Assemblée législative du Nouveau-Brunswick par Jack Carr, du Parti progressiste-conservateur. Il fut élu lors d'une élection partielle en 2008 et réélu lors de l'élection générale de 2010.
 Canada: Rusagonis-Waasis fait partie de la circonscription fédérale de Fredericton. Cette circonscription est représentée à la Chambre des communes du Canada par Keith Ashfield, du Parti conservateur.

## Infrastructures et services
Le DSL est inclus dans le territoire du sous-district 10 du district scolaire Francophone Sud. Les écoles francophones les plus proches sont à Fredericton et Oromocto alors que les établissements d'enseignement supérieurs les plus proches sont dans le Grand Moncton.
Le village est desservi par les routes 101 et 655. Le bureau de poste et le détachement de la Gendarmerie royale du Canada le plus proche est à Oromocto.
Les quotidiens anglophones sont le Telegraph-Journal, publié à Saint-Jean, et The Daily Gleaner, de Fredericton. Les francophones bénéficient quant à eux du quotidien L'Acadie nouvelle, publié à Caraquet et de l'hebdomadaire L'Étoile, de Dieppe.

## Culture

### Architecture et monuments
Un pont couvert traverse la rivière Rusagonis, sur le chemin Wilsey, près de la route 655. Il fut construit en 1909, compte deux travées et mesure 35,2 mètres de long.
Il y a une attraction de bord de route à French Lake: une sculpture de Grand héron (Ardea herodias). À Rusagonis, il y a une sculpture représentant un castor et un orignal à bord d'un canot. À Waasis, il y a une sculpture de merle d'Amérique.